# 肯定応答
肯定応答（こうていおうとう、英: acknowledgement, ACK）は、テレタイプ端末で使われる制御文字であり、受信側が送信側に対して正しく受信したことを知らせるために送る。
ACK機能は、特に自動再送要求 (ARQ) 機能で使われる。ACKフレームには受信したフレームに対応して番号を付け、送信側に送る。これによって送信側は受信側のバッファの余裕（ウィンドウサイズ）を知ることができ、受信に失敗したフレームがあることを知ることができる。
なお、肯定応答文字は正確性の制御のための文字としても使うことがある。
肯定応答文字は、ASCIIとUnicodeでは十進数で6、十六進数で0x06に割り当てられている。キャレット記法では ^F と表され、Unicodeでは制御文字の図形表現として ␆ (U+2406)が定義されている。
"ACK" はまた、テクノロジー関連のインターネットコミュニティで「了解」を意味するジャーゴンとしても使われている。

## 他の通信プロトコルにおける ACK
ACKはまた、通信プロトコルおける肯定応答や受信確認を表すものとしてよく使われる。例えば、Transmission Control Protocol (TCP) では、コネクション確立の SYN パケットへの応答も、データパケットへの応答も、コネクション終了の FIN パケットへの応答も ACK パケットを使う。